# Telchinia issoria
Telchinia issoria is een vlinder uit de familie van de Nymphalidae. De wetenschappelijke naam van de soort is voor het eerst gepubliceerd in 1819 door Jacob Hübner. Deze soort is ook enige tijd bekend geweest onder de naam Acraea vesta (Fabricius, 1787), gebaseerd op Papilio vesta, maar die naam was al eerder gebruikt door Pieter Cramer, en dus een later homoniem.

## Verspreiding
De soort komt voor in China, Taiwan, India (Sikkim, Assam), Myanmar, Thailand, Vietnam, Indonesië (Java en Sumatra).

## Waardplanten
De rups leeft op Boehmeria salicifolia, Debregeasia (Urticaceae) en Buddleia (Scrophulariaceae).

## Ondersoorten
- Actinote issoria issoria
- Actinote issoria formosana (Fruhstorfer, 1912)
- Actinote issoria sordice (Fruhstorfer, 1914)
- Actinote issoria vestalina (Fruhstorfer, 1906)
- Actinote issoria vestita de Nicéville, 1895
- Actinote issoria vestoides (Moore, 1901)